# Investimento de impacto
Investimento de impacto (em inglês impact investing) são investimentos feitos em empresas, organizações ou fundos com a intenção de gerar impacto social e/ou ambiental mensurável, além do retorno financeiro. Investimentos de impacto podem ser feitos tanto em mercados emergentes quanto em mercados desenvolvidos, e focam em uma gama de retornos desde abaixo de mercado até igual ao do mercado, dependendo das circunstâncias. O interesse por esses investimentos está ativando o surgimento de uma nova indústria que opera na inexplorada área entre filantropia e um foco único em maximização de lucro.

## Impact Assets 50
O ranking Impact Assets 50 é uma publicação anual que elege 50 dos principais fundos de investimento de impacto do mundo, dentre diversas classes de ativos, setores e geografias. O ranking se coloca como uma fonte de informação para investidores que queiram iniciar um entendimento mais aprofundado sobre o campo dos investimentos de impacto.
No Brasil, a única organização citada no ranking é a Vox Capital, presente na publicação desde 2012.

## Métricas
Duas das principais ferramentas de medição de impacto social utilizadas para orientar investimentos são:

### IRIS (Impact Report and Investment Standards)
Um catálogo extenso de métricas de desempenho geralmente aceitas e utilizadas no setor de investimentos de impacto para medir resultados sociais, ambientais e financeiros. O IRIS faz parte do grupo de ferramentas desenvolvidas e disponibilizadas para o mercado pelo GIIN (Global Impact Investing Network).

### GIIRS (Global Impact Investing Rating System)
Um sistema de avaliação de impacto social e ambiental para empresas e fundos, possibilitando uma abordagem analítica e comparativa de seus resultados. O GIIRS foi desenvolvido pelo B-Lab, em parceria com a Fundação Rockefeller, a USAID, a Prudential e a Delloitte.

## No Brasil
Até 2008, apenas poucos atores identificavam-se como investidores de impacto, muito poucas organizações do setor social estavam prontas para se relacionarem com investidores, e praticamente não havia oportunidade de co-investimento. Nos últimos anos, um forte aumento no número de investidores e na quantidade de capital, uma maior coordenação entre os atores e uma força de trabalho mais profissional no setor, facilitaram o desenvolvimento do investimento de impacto. Um estudo do setor no Brasil revela um significativo crescimento do mercado. Dezenove dos maiores investidores de impacto brasileiros pesquisados, incluindo gestores de fundos, bancos, fundações, empresas familiares e outros, esperam dedicar 40% a 50% mais capital ao investimento de impacto em 2014, em comparação com 2013.
Há um consenso entre os investidores de impacto de que o mercado continuará a crescer e de que há muitas razões para ser otimista sobre o futuro. Uma delas é que o mercado brasileiro é em si uma grande oportunidade: não apenas 45 milhões de pessoas ingressaram na classe média nos últimos 10 anos, mas também há uma demanda de mercado não atendida por serviços e produtos que atendam à base da pirâmide. No entanto, a capacidade de se demonstrar que os retornos financeiros e sociais podem ser combinados é um fator chave que determinará o ritmo do desenvolvimento do mercado. Estes exemplos de sucesso têm o potencial de atrair
empreendedores talentosos, que por sua vez trarão investidores tradicionais e novos potenciais empreendedores, em um ciclo virtuoso.

### Força Tarefa de Finanças Sociais
A Força Tarefa de Finanças Sociais foi criada no Brasil em maio de 2014, com o objetivo de promover o conceito das Finanças Sociais e Investimentos de Impacto. Inspirada no exemplo internacional dos países do G8, a Força Tarefa brasileira tem o objetivo de elevar de R$ 13 bilhões para R$ 50 bilhões o volume de investimentos privados e públicos que podem ser destinados a mecanismos e modelos de negócio que resolvem problemas sociais.
A iniciativa, liderada pela organização sem fins-lucrativos ICE, tem como integrantes da sua governança empresários e líderes sociais como Fábio Barbosa, Maria Alice Setubal, Luiz Lara, Heloisa Menezes, Daniel Izzo, Guilherme Affonso Ferreira, Rodrigo Menezes e Alice Freitas.

## Arranjos
Adicionalmente, existem instrumentos de mercado que buscam multiplicar as iniciativas de sucesso comprovado. Um exemplo são as chamadas Social Impact Bond (em português Contrato de Impacto Social) e as Development Impact Bonds, que captam recursos de investidores para o patrocínio de projetos com impacto social. Nestes arranjos são estabelecidas metas de impacto que, quando atingidas, geram uma remuneração ou bônus para os investidores.